# Platycephalus
Platycephalus is een geslacht uit de familie platkopvissen (Platycephalidae) uit de orde schorpioenvisachtigen (Scorpaeniformes). 

## Soorten
Het geslacht bevat de volgende soorten:
- Platycephalus aurimaculatus Knapp, 1987
- Platycephalus bassensis Cuvier, 1829
- Platycephalus caeruleopunctatus McCulloch, 1922
- Platycephalus chauliodous Knapp, 1991
- Platycephalus conatus Waite & McCulloch, 1915
- Platycephalus cultellatus Richardson, 1846
- Platycephalus endrachtensis Quoy & Gaimard, 1825
- Platycephalus fuscus Cuvier, 1829
- Platycephalus indicus Linnaeus, 1758 (Indische platkopvis)
- Platycephalus laevigatus Cuvier, 1829
- Platycephalus longispinis Macleay, 1884
- Platycephalus marmoratus Stead, 1908
- Platycephalus micracanthus Sauvage, 1873
- Platycephalus orbitalis Imamura & Knapp, 2009
- Platycephalus richardsoni Castelnau, 1872
- Platycephalus speculator Klunzinger, 1872
- Platycephalus westraliae Whitley, 1938